# 3e Haarlem Basketball Week
De 3e editie van de Haarlem Basketball Week werd gehouden van december 1984 tot en met januari 1985 in het Kenemer Sportcentrum. Het evenement werd bezocht door ongeveer 16.000 toeschouwers.

## Poule A
- Elmex Leiden
- Nissan Worthington
- Hapoel Tel Aviv

## Poule B
- Marathon Oil Chicago
- Permalens Haaksbergen
- Nashua Den Bosch
- Fluminense BC

## Uitslagen

### Groepsfase

#### Poule A
- - Elmex Leiden 96 vs 78 Nissan Worthington
  - Elmex Leiden 88 vs 73 Hapoel Tel Aviv
  - Hapoel Tel Aviv 102 vs 90 Nissan Worthington (na verlenging)

#### Poule B
- - Marathon Oil Chicago 95 vs 90 Permalens Haaksbergen
  - Marathon Oil Chicago 104 vs 63 Fluminense BC
  - Nashua Den Bosch 87 vs 74 Permalens Haaksbergen
  - Nashua Den Bosch 99 vs 85 Marathon Oil Chicago
  - Fluminense BC 76 vs 81 Permalens Haaksbergen
  - Nashua Den Bosch 71 vs 69 Fluminense BC

## Eindstand voorronden

#### Poule A
- 1.  Elmex Leiden
- 2.  Hapoel Tel Aviv
- 3.  Nissan Worthington

## Poule B
- 1.  Nashua Den Bosch
- 2.  Marathon Oil Chicago
- 3.  Permalens Haaksbergen
- 4.  Fluminense BC

## Troosttoernooi
- - Permalens Haaksbergen 101 vs 99 Nissan Worthington (na verlenging)
  - Nissan Worthington 81 vs 105 Fluminense BC

## Halve finales
- - Nashua Den Bosch 79 vs 80 Hapoel Tel Aviv
  - Elmex Leiden 85 vs 88 Marathon Oil Chicago

## 3e/4e plaats
- - Nashua Den Bosch 57 vs 71 Elmex Leiden

## 1e/2e plaats
- - Marathon Oil Chicago 93 vs 92 Hapoel Tel Aviv

## Eindstand
- 1.  Marathon Oil Chicago
- 2.  Hapoel Tel Aviv
- 3.  Elmex Leiden
- 4.  Nashua Den Bosch
- 5.  Fluminense BC
- 6.  Permalens Haaksbergen
- 7.  Nissan Worthington